# Gloeibougie

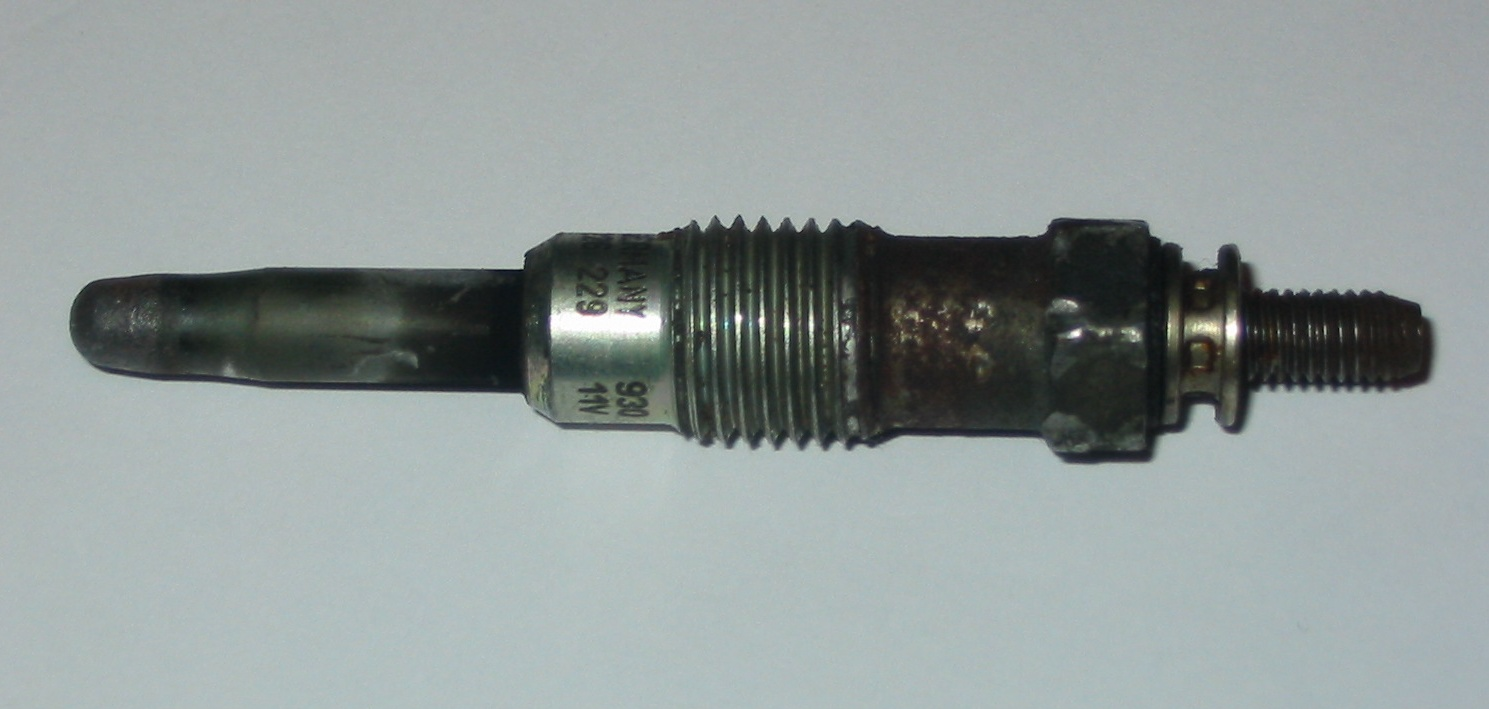
Gloeibougie

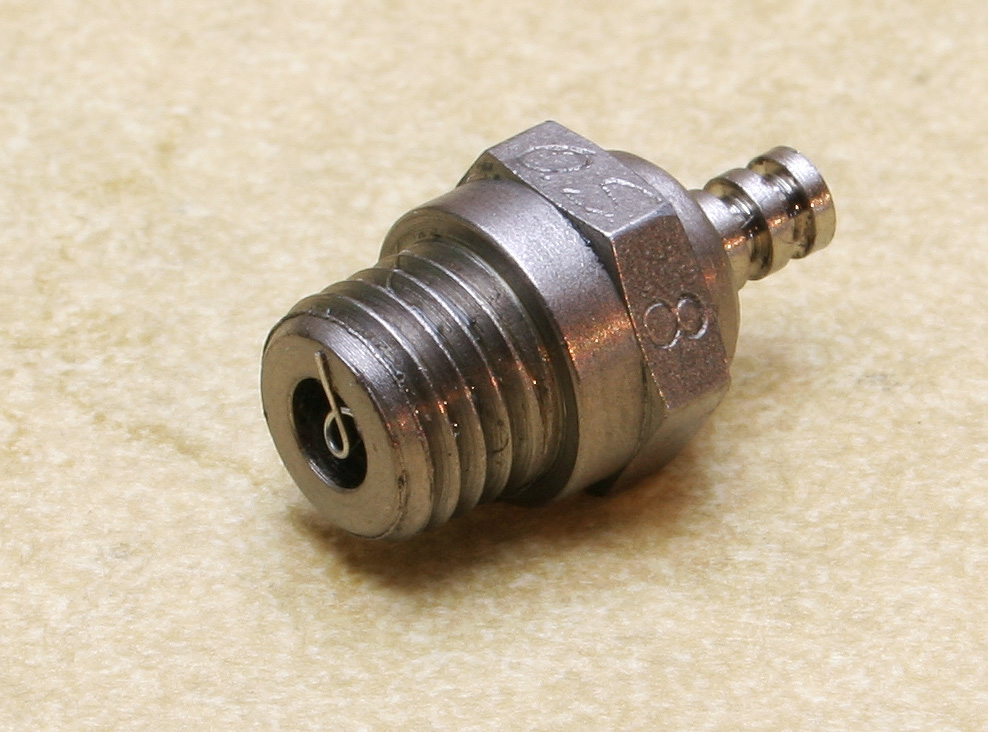
Gloeiplug nr. 8 (OS)

Een gloeibougie (ook wel 'gloeiplug' of 'gloeikaars') is een elektrisch verwarmingselement waarmee brandstoffen tot hun ontstekingstemperatuur worden gebracht; de historisch belangrijkste toepassing is het verhitten van de verbrandingskamer van een dieselmotor zodat de motor kan starten in koude toestand. Voordat gloeibougies werden toegepast verhitte men de cilinderkop extern met een brander, of gebruikte men gloeilontjes. Gloeibougies behoeven alleen maar tijdens het starten ingeschakeld te worden; de tijdsduur is afhankelijk van de motor en de temperatuur. Deze handeling wordt 'voorgloeien' genoemd.
Gloeibougies worden ook toegepast in pelletkachels.
Modelvliegtuigen met een kleine verbrandingsmotor hebben een gloeiplug en werken net zoals een gloeikopmotor.